# Дальтониды
Дальтониды — вещества постоянного качественного и количественного состава, который не зависит от способа получения. Название происходит от имени английского учёного Джона Дальтона.
Термин «дальтониды» был введен Н. С. Курнаковым в 1912—1914 гг.
Исторически это понятие связано с законом постоянства состава вещества. Постоянство состава естественно для молекулярных веществ, поскольку молекулы состоят из вполне конкретных атомов, определённого вида и определённой массы. Для немолекулярных веществ, в частности, для кристаллов с дефектами, могут быть большие отклонения от идеального соотношения между числом атомов (стехиометрии). Поэтому в узком смысле (фактически устаревшем) к дальтонидам относят так называемые стехиометрические соединения, у которых вообще нет области гомогенности (области переменного состава). В широком смысле к дальтонидам также относят соединения, у которых область гомогенности имеет конечную (ненулевую) ширину, но содержит также и стехиометрический состав.
Состав дальтонидов выражается простыми формулами с целочисленными стехиометрическими индексами, например, MgO, HCl.
Современный взгляд на вопрос включает также наличие полной информации о структуре — в стехиометрическом соединении (истинном дальтониде) заселённости кристаллографических позиций равны единице, то есть, дефекты в макроскопических количествах отсутствуют. По одному только составу нельзя строго отнести вещество к классу дальтонидов. Например, область гомогенности оксида титана включает стехиометрический состав (где соотношение компонентов точно 1:1). Однако ни при этом составе, ни при каком-либо другом не достигаются идеальные (единичные) заселённости позиций титана и кислорода, то есть, данное соединение является бертоллидом, немолекулярным, нестехиометрическим веществом (но с практически стехиометрическим составом 1:1), а не дальтонидом.